# Măicănești
Măicănești est une commune du județ de Vrancea en Roumanie.